# Mariama Jamanka
Mariama Jamanka (Berlín, 23 de agosto de 1990) es una deportista alemana que compite en bobsleigh en las modalidades individual y doble.
Participó en dos Juegos Olímpicos de Invierno, obteniendo dos medallas en la prueba doble, oro en Pyeongchang 2018 (junto con Lisa Buckwitz) y plata en Pekín 2022 (con Alexandra Burghardt).
Ganó dos medallas de oro en el Campeonato Mundial de Bobsleigh, en los años 2017 y 2019, y seis medallas en el Campeonato Europeo de Bobsleigh entre los años 2017 y 2022.

## Palmarés internacional
| Juegos Olímpicos   | Juegos Olímpicos            | Juegos Olímpicos  | Juegos Olímpicos |
| Año                | Lugar                       | Medalla           | Prueba           |
| ------------------ | --------------------------- | ----------------- | ---------------- |
| 2018               | Pyeongchang (Corea del Sur) | Medalla de oro    | Doble            |
| 2022               | Pekín (China)               | Medalla de plata  | Doble            |
| Campeonato Mundial |                             |                   |                  |
| Año                | Lugar                       | Medalla           | Prueba           |
| 2017               | Königssee (Alemania)        | Medalla de oro    | Equipo           |
| 2019               | Whistler (Canadá)           | Medalla de oro    | Doble            |
| Campeonato Europeo |                             |                   |                  |
| Año                | Lugar                       | Medalla           | Prueba           |
| 2017               | Winterberg (Alemania)       | Medalla de oro    | Doble            |
| 2018               | Igls (Austria)              | Medalla de plata  | Doble            |
| 2019               | Königssee (Alemania)        | Medalla de oro    | Doble            |
| 2021               | Winterberg (Alemania)       | Medalla de bronce | Doble            |
| 2022               | Sankt Moritz (Suiza)        | Medalla de oro    | Individual       |
| 2022               | Sankt Moritz (Suiza)        | Medalla de plata  | Doble            |